# Hubert Chantraine
Ne doit pas être confondu avec Hubert Chantrenne.
Hubert Chantraine né le 17 janvier 1945 à Lontzen est un homme politique belge germanophone, membre de Christlich Soziale Partei.
Il est docteur en médecine, chirurgie et accouchements (UCL); gynécologue. 

## Fonctions politiques
- 1995-2004 : membre du Conseil de la Communauté germanophone
  - sénateur désigné par le Conseil de la Communauté germanophone
    - 1995-1997 : délégué au Conseil interparlementaire consultatif de Benelux
    - 1997-1999 : délégué suppléant au Conseil interparlementaire consultatif de Benelux
- Janvier - juillet 1995 et
- 2001-1/2010 : conseiller communal à Eupen

## Distinction
- Chevalier de l’ordre de Léopold (2004)